# Gerenita-(Y)
La gerenita-(Y) és un mineral de la classe dels silicats. Rep el nom en honor de Richard Geren (15 de juliol de 1917 - 3 de setembre de 2002), ex vicepresident executiu de la Companyia de Mineral de Ferro del Canadà.

## Característiques
La gerenita-(Y) és un silicat de fórmula química (Ca,Na,☐)₂Y₃Si₆O₁₈(H₂O)₂. Cristal·litza en el sistema triclínic. La seva duresa a l'escala de Mohs és 5.
Segons la classificació de Nickel-Strunz, la gerenita-(Y) pertany a «09.CJ - Ciclosilicats amb enllaços senzills de 6 [Si₆O18]12- (sechser-Einfachringe), sense anions complexos aïllats» juntament amb els següents minerals: bazzita, beril, indialita, stoppaniïta, cordierita, sekaninaïta, combeïta, imandrita, kazakovita, koashvita, lovozerita, tisinalita, zirsinalita, litvinskita, kapustinita, baratovita, katayamalita, aleksandrovita, dioptasa, kostylevita, petarasita, odintsovita, mathewrogersita i pezzottaïta.

## Formació i jaciments
Va ser descoberta al complex del llac Strange, un complex que s'estén entre la frontera del Quebec i Terranova i Labrador, al Canadà. També ha estat descrita al massís Khaldzan Buragtag, a la província de Khovd (Mongòlia). Aquests dos indrets són els únics de tot el planeta on ha estat descrita aquesta espècie mineral.